# Riccardo De Corato
Riccardo De Corato (Andria, 1º novembre 1951) è un politico italiano.
Deputato alla Camera dal 13 ottobre 2022, ruolo già ricoperto dal 28 aprile 2006 al 14 marzo 2013, esponente storico del Movimento Sociale Italiano, di Alleanza Nazionale e di Fratelli d'Italia, è stato consigliere comunale e vicesindaco di Milano, consigliere regionale e assessore della Lombardia.

## Biografia

Riccardo De Corato e Ignazio La Russa a Piazzale Loreto nel 1992

Nato il 1º novembre 1951 ad Andria in Puglia, si trasferisce nel 1973 a Milano, dove tuttora risiede, si è diplomato in ragioneria ed è un funzionario pubblico del settore degli enti locali, ha un figlio.
Cresciuto politicamente nella Giovane Italia prima e del Fronte della Gioventù poi, organizzazioni giovanili del Movimento Sociale Italiano (MSI), dove diventa un dirigente, nel 1977 diventa membro del Comitato centrale del MSI e nel 1979 membro della segreteria regionale del MSI in Lombardia.
Alle elezioni amministrative del 1985 viene eletto consigliere comunale di Milano per il MSI, venendo confermato alle amministrative del 1990 e divenendo capogruppo dell'MSI al consiglio comunale milanese.
Alle elezioni amministrative del 1993 viene candidato come sindaco di Milano, sostenuto dalla lista Movimento Sociale Italiano - Destra Nazionale, dove al primo turno del 6 giugno ottiene il 2,9% dei voti, arrivando sesto e non accedendo al ballottaggio. Viene comunque riconfermato consigliere comunale e capogruppo dell'MSI-DN, mantenendo l'incarico nella sua confluenza in Alleanza Nazionale (AN) con la svolta di Fiuggi di Gianfranco Fini.

### Elezione a senatore
Alle elezioni politiche del 1994 viene candidato al Senato della Repubblica nel collegio maggioritario di Milano 1, sostenuto da AN, dove totalizza solo il 10,5% dei voti e arriva in quarta posizione, venendo sconfitto dal candidato del Polo delle Libertà, in quota Lega Nord, Marisa Bedoni (43,8%). Viene comunque eletto senatore grazie alla candidatura nel proporzionale, tra le liste di Alleanza Nazionale nella circoscrizione Lombardia, dove ottiene 12.785 preferenze.
Alle elezioni politiche del 1996 viene ricandidato al Senato nel collegio maggioritario di Milano 3, sostenuto dalla coalizione di centro-destra Polo per le Libertà in quota AN, dove viene eletto per la seconda volta senatore con il 46,48% dei voti, superando i candidati dell'Ulivo Felice Besostri (35,36%), della Lega Nord Paolo Arpesani (11,67%), della Lista Pannella-Sgarbi Paolo Vigevano (3,16%) e del Movimento Sociale Fiamma Tricolore Antonio Di Sopra (1,44%). Nella XIII legislatura della Repubblica è stato componente della 8ª Commissione Lavori pubblici, comunicazioni, della Commissione parlamentare per l'indirizzo generale e la vigilanza dei servizi radiotelevisivi, oltre a far parte del Comitato Direttivo del gruppo parlamentare di AN al Senato dal 1996 al 1998.
Nel 1997, con l'elezione di Gabriele Albertini a sindaco di Milano, viene nominato vicesindaco di Milano e assessore ai Lavori pubblici, ai Parchi e Giardini, Illuminazione, Viabilità Pubblica nella sua giunta comunale.
Alle amministrative del 2001 viene rieletto consigliere comunale a Milano.
Alle elezioni politiche del 2001 viene ricandidato al Senato nel collegio maggioritario di Milano 3, sostenuto dalla coalizione di centro-destra Casa delle Libertà in quota AN, dove viene confermato senatore per la terza volta, ottenendo il 51,2% dei voti e superando nuovamente Felice Besostri dell'Ulivo (32,24%). 

### Elezione a deputato

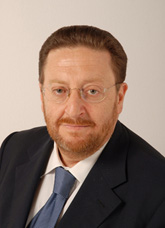
De Corato eletto alla Camera dei deputati nel 2006.

Alle elezioni politiche del 2006 viene candidato alla Camera dei deputati, tra le liste di AN nella circoscrizione Lombardia 1 in quinta posizione, venendo eletto deputato grazie alla rinuncia di Gianfranco Fini che opta per l'elezione in Emilia-Romagna. Nella XV legislatura è stato componente della 8ª Commissione Ambiente, Territorio e Lavori pubblici. 
Nello stesso anno è ancora eletto consigliere comunale a Milano e viene nominato vicesindaco e assessore ai Rapporti con il Consiglio Comunale, alla Sicurezza, all'Attuazione del programma; nel 2007 ottiene anche la delega alla salute. 
Alle elezioni politiche del 2008 viene rieletto alla Camera tra le liste del Popolo della Libertà. Nella XVI legislatura è stato componente della 10ª Commissione Attività produttive, commercio e turismo, oltre a sostituire brevemente il sottosegretario Luca Bellotti nella 13ª Commissione Agricoltura e il sottosegretario Stefano Saglia nella 4ª Commissione Difesa nel 2011.
A gennaio 2009 è stato tra i promotori dello sgombero del Centro sociale autogestito Conchetta (conosciuto anche come Cox 18), illegalmente attivo da più 20 anni sul territorio milanese. Il centro sociale è stato poi rioccupato un mese dopo, in seguito a rimpallo di responsabilità delle autorità (il Comune dice che non aveva avallato alcuno sgombero) e ricorso al giudice civile.
Nell'aprile 2011 chiude, a ridosso delle elezioni comunali, il campo nomadi di Via Triboniano.
Alle elezioni amministrative del 2011 viene rieletto in consiglio comunale di Milano, nella lista del PdL con circa 6.000 preferenze, ricoprendo gli incarichi di vicepresidente del consiglio comunale e membro delle commissioni Bilancio, Mobilità e Ambiente, Anti-mafia, Affari Istituzionali, Commercio.

### Consigliere regionale della Lombardia
A dicembre 2012 partecipa alla scissione del PdL guidata da Giorgia Meloni, Ignazio La Russa e Guido Crosetto e contribuisce alla fondazione del nuovo partito politico Fratelli d'Italia - Centrodestra Nazionale, andando a formare il gruppo consiliare a Palazzo Marino, e nelle cui liste è stato candidato alle elezioni politiche del 2013 al Senato nella circoscrizione Lombardia, ma non è stato eletto, dato che la lista non ha superato la soglia di sbarramento regionale del 3%. Alle contemporanee elezioni regionali in Lombardia è eletto consigliere regionale per la provincia di Milano nelle liste di FdI con 2.207 preferenze.
Il 29 aprile 2017, prendendo parte alla commemorazione in memoria di Sergio Ramelli e di Enrico Pedenovi, riguardo ai responsabili dei due omicidi ha commentato dicendo che "Il problema è che sono tutti fuori, quelli che hanno ucciso lui e Ramelli. Credo questo sia il monito che dobbiamo ricordare tutti soprattutto in giornate tristi come queste".
Alle elezioni politiche del 2018 viene ricandidato alla Camera, sempre con Fratelli d'Italia, nel collegio plurinominale Lombardia 1 - 01, senza essere eletto. Viene però rieletto consigliere regionale con 2712 preferenze e successivamente nominato assessore alla sicurezza, immigrazione e polizia locale nella giunta regionale presieduta da Attilio Fontana.

### Ritorno alla Camera
Alle elezioni politiche anticipate del 2022 viene ricandidato alla Camera nel collegio uninominale Lombardia 1 - 04 (Rozzano), sostenuto dalla coalizione di centro-destra in quota Fratelli d'Italia, venendo rieletto deputato con il 48,68% dei voti e superando i candidati del centro-sinistra Ilaria Ramoni (26,71%) e del Movimento 5 Stelle Stefania Mammì (10,37%); il 30 agosto 2022 si è dimesso da assessore regionale della Lombardia, venendo sostituito da Romano La Russa.
Nella XIX legislatura è vicepresidente della 1ª Commissione Affari Costituzionali, della Presidenza del Consiglio e interni.